# Goal Structuring Notation
Die Goal Structuring Notation (GSN, zu Deutsch etwa: Ziel-Strukturierungs-Notation) ist eine grafische Notation, um einen Nachweis zu erbringen und zu dokumentieren, dass die Sicherheitsziele eines Systems erreicht wurden. Der Nachweis wird in Form eines Diagramms präsentiert, das seinen Sicherheitsnachweis baumförmig aufbaut.
Ursprünglich in den 1990er Jahren an der Universität von York entwickelt, gewann es 2012 an Popularität und wurde zunächst verwendet, um Sicherheitsgarantien in Branchen wie Verkehrsmanagement und Kernenergie nachzuvollziehen. 2014 wurde es zum Standardformat für die grafische Dokumentation von Sicherheitsnachweisen und wird auch in Patentansprüchen, Diskussionsstrategien und rechtlichen Argumentationen verwendet.